# BEGIN (バンド)
BEGIN（ビギン）は、日本のアコースティック・バンド。1988年に沖縄県石垣島出身の比嘉栄昇、島袋優、上地等の3人で結成され、1990年にデビュー。『三宅裕司のいかすバンド天国』に出場した。1990年のデビュー後、「涙そうそう」や「島人ぬ宝」などヒット曲を世に送り出し、『NHK紅白歌合戦』に出場した。
所属事務所はアミューズ。レコード会社はテイチクレコード系のImperial Records。

## メンバー
※担当楽器の記載は公式サイトの表記に準拠。
- 比嘉 栄昇（ひが えいしょう、1968年7月15日（57歳） - ） - ボーカル
- 島袋 優（しまぶくろ まさる、1968年9月23日（56歳） - ） - ギター・ボーカル
- 上地 等（うえち ひとし、1968年6月23日（57歳） - ） - ピアノ・ボーカル

## 来歴

### 結成 〜 イカ天出場
沖縄県石垣島出身の幼なじみ3人が、東京で結成。結成当初はハードロックを演奏していたが、のちにブルース調の楽曲を作るようになる。
1989年9月2日、TBS系オーディション番組『三宅裕司のいかすバンド天国』（イカ天）にエントリーナンバー6番で出場。登場時トークではウチナーグチの発音にツッコミを入れられる、上地が「植木等と一字違いだ」と名前をネタにされるなど地方からの一参加者の扱いであったが、「恋しくて」を演奏した後評価は一転、主として歌詞の面で審査員全員の絶賛を受ける。グーフィー森は、手放しで「好き」と言い切り、中島啓江は「詩が少なくても表している」伊藤銀次は「気持ちよくてまだこのあたり（首）痺れてる」と一言の意見もつけずに絶賛した。三宅裕司には「こういうバンドがチャレンジャーになったら比べるのが大変ですね、イカ天キングと」と評された。この週は2代目グランドイカ天キングに挑戦したNORMA JEANのファイナルステージであったが、結果的にNORMA JEANを倒して12代目イカ天キングとなる。
グランドイカ天キングを阻止されたNORMA JEANが番組終了後にメンバー全員で泣いていたことを、BEGINは、今でも申し訳なく思っているらしく、2007年の『イカ天2007復活祭』においても心情を語っている。なお、イカ天出場が決まった日に比嘉栄昇の祖母が亡くなっている。葬式のため沖縄に戻ったとき、もう東京に戻るなと言われていたが、イカ天出場が決まっていたため、番組出場のためだけに勝つ気もなく東京に出てきたところ、本人たちも予期せぬ大人気となった。

### グランドキングへの道
番組史上初のグランドキングチャレンジ阻止バンドとなったBEGINは生島ヒロシが司会を務めた9月9日の2週目で「心ゆくまでブルース」を演奏。ポキールらを倒して勝ち上がったヴィンテージ（楽曲は「DRIVIN' GUITARS」。ベンチャーズ風の四人組でキャラクター賞を受賞）を、翌週9月16日には「Wonderful Tonight」でC-BA（エントリーナンバー5番。楽曲は「旅でスカ」。ベストヴォーカル賞を受賞）を倒して3週目を突破。4週目9月23日には「No Money Blues」を演奏。チャレンジャーunbelievable worldを退けた。なお、この3週の間には前述のポキールほか、アブドラ・ザ・ブッチャーは是非ともスポーツ平和党、マリア観音も登場している。
彼らが勝ち抜くたびに、地元の石垣島は盛り上がり、宴席でイカ天を見る地元の人々の姿が番組内の特集コーナーで放映されたこともあった。
9月30日、「Lonely Night」で最後のチャレンジャーPSYCHO（楽曲は「いつかみた青い空」）を倒し、2代目グランドイカ天キングを勝ち取った。
この時期のBEGINの楽曲は、次の対戦が決まるたびに1週間かけ仕上げてきたものばかりだった。

### プロ活動
1990年3月21日にプロデビュー。デビュー曲の「恋しくて」は、日産自動車のコマーシャルソングにも採用された。この曲でオリコン4位を記録する。1996年、アステル東京のPHS・コマーシャルソングに「声のおまもりください」が採用されスマッシュヒット。
2001年より沖縄慰霊の日の翌日を「うたの日」として『うたの日コンサート』を始める（2007年より『うたの日カーニバル』と名称を改め、この年より入場無料になった。2009年のうたの日カーニバル2009に明石家さんまがゲストで参加した結果、5万人程の観客が訪れてしまいパニックに、翌年から有料に戻す）。2011年、当初は6月25日の予定だったが台風のため中止され、翌日急遽、代わりのライブ「石垣島うたの日「はっさもー、メアリーよ〜！」」を開いた。その翌年、6月30日にBEGINの出身地でもある石垣島で初めて開催された。
2005年、デビュー15周年を記念し、初めての日本武道館および大阪城ホールにて記念コンサートを開催。大阪城ホールでのコンサートはトラブルにより延期となるが、代わりに大阪城ホールコンサートの予定日に万博記念公園にて1500円という破格で親子連れOKの野外コンサートを開催した。
事務所アミューズの先輩であるサザンオールスターズの桑田佳祐の呼びかけにより、2006年8月26日・8月27日の両日開催された『THE 夢人島 Fes.2006』に参加。『おきなわのホームソング』を中心となって制作し、2007年4月から琉球放送で放送されている。
デビュー20周年を迎え、「第二の故郷」である大阪を選び、2010年3月21日、大阪城ホールで「BEGIN20周年記念歌えるだけで丸もうけ大阪城ホールコンサート」を開催した。
BEGINデビュー25周年当日の2015年3月21日に地元石垣島で「BEGIN25周年記念音楽公園 石垣島で会いましょう」を開催。
2018年夏、新曲2曲「バンドを組もうよ」と「飛んで火に入る腹の虫」を配信。「バンドを組もうよ」は、『ラジオ深夜便』深夜便のうたとして放送され、「飛んで火に入る腹の虫」は、NHK BSプレミアムの単発ドラマ『戦争めし』のエンディングテーマとして使用された。
2019年10月16日にBEGIN30周年記念ベストアルバム『ガジュマルベスト』を発売。

## 一五一会
誰でも簡単に弾けるのが特徴のギターと三線を合体させたようなオリジナル弦楽器「一五一会」（いちごいちえ）を作成し、セルフカヴァー、洋楽、スタンダードなど収めたアルバム『一五一会』シリーズを発表した。シリーズには通常の『一五一会』、廉価版の『音来（にらい）』、さらに小ぶりになった丸型の『奏生（かない）』が存在する。『奏生』は外観がウクレレにそっくりであるが、調弦方法は全く異なる。

## 交友関係
福山雅治と「年齢」「所属事務所（アミューズ）」「デビュー年月日」「東京に出てきた年齢」が全く同じである。このため、お互いの親交も深く福山は自身のラジオ番組にBEGINがゲスト出演した際に「俺は4人目のBEGINだ」と言ったり、福山が沖縄に行った際にはふらりと比嘉の実家を訪ねたりしている。
夏川りみとは、同郷で古くからの知己。夏川の姉とBEGINメンバーが同級生という間柄でもある。後に夏川が森山良子作詞・BEGIN作曲の「涙そうそう」をヒットさせる。森山・BEGIN・夏川の3組でのコンサート・歌番組の出演も多い。
『ロンドンブーツ1号2号のオールナイトニッポン』のコーナー「イメージ3・2・1」で比嘉はYOU THE ROCK★と人気を二分するほど1位にされることが多かった有名人だった（ただし大半の表記が名前ではなく「BEGINのボーカル」だった）。なお、BEGINが『ロンドンブーツ1号2号のオールナイトニッポン』にゲスト出演したこともある。
津波信一と家が非常に近いので、よく一緒に飲んでいる。

## その他エピソード
イカ天への出場を決めた当時は、ライブを行っても客は知人が数名程度の惨状だった。そんな中、冗談のつもりで比嘉が「イカ天に出場します」と発言したところ、それが広まってしまって収拾がつかなくなり、せめて応募だけでもすれば嘘にはならないと思い応募したところ、審査が通るというまさかの展開となった。
2001年以降、上地と島袋が東京住まいで比嘉のみ沖縄（沖縄本島への移住を経て2014年より故郷の石垣島在住）で生活している状態が続いていた。そのためアルバム制作時やツアーの時はどちらかが一旦東京か沖縄にいかなければならず、比嘉はそのことを冗談交じりに語ることがある。なお、バンドのアルバム制作は東京での作業が中心であるが、『Ocean Line』はFM沖縄の一室を借り切って録音された。なお、遅くとも2023年時点では島袋が沖縄本島に移住していることが判明しており（参照）、2025年時点では上地のみが東京に住み続けている。
本人たち曰く、知名度の割にはCDの売上が少ないそうである。テレビ番組「さんまのまんま」（2009年6月放映分）では、そのことを延々愚痴り、ホストの明石家さんまは「CD買ってあげて」と何度か発言した。
東日本大震災による津波で流され、2012年12月に故郷近くの西表島で発見された郵便ポストを元の設置場所である宮城県南三陸町歌津地区に届けた。このポストがテーマの新曲「歌津さきてけさい」を書き下ろした3人は、2013年8月11日に「歌津復興夏祭り」で同曲を初披露。
比嘉の息子の舜太朗は6歳からドラムを始め、ミュージシャンとして沖縄本島でバンド「HoRookies」のドラム&ボーカル、石垣島でアコースティックユニット「Selsati」などで活動している。

## ディスコグラフィ

### シングル
| #    | 発売日         | タイトル                                            | 最高順位 | 備考                                                                 |
| ---- | -------------- | --------------------------------------------------- | -------- | -------------------------------------------------------------------- |
| 1st  | 1990年3月21日  | 恋しくて                                            | 4位      | 日産自動車CMソング、『新金色夜叉 百年の恋』主題歌                    |
| 2nd  | 1990年12月1日  | Blue Snow                                           | 25位     |                                                                      |
| 3rd  | 1991年11月10日 | YOU/これがはじまりだから                            | 82位     | 「YOU」ユニマットTVCM曲 「これがはじまりだから」アサヒほろにがTVCM曲 |
| 4th  | 1992年10月25日 | あふれる涙                                          |          | ファンハウス移籍第一弾                                               |
| 5th  | 1993年2月25日  | さよなら、そしてありがとう                          |          |                                                                      |
| 6th  | 1993年7月25日  | 誰かが君を呼ぶ声が                                  |          |                                                                      |
| 7th  | 1993年11月1日  | 花待ち人                                            |          |                                                                      |
| 8th  | 1994年7月25日  | OKINAWAN SHOUT                                      |          |                                                                      |
| 9th  | 1995年3月25日  | 君だけをつれて                                      |          |                                                                      |
| 10th | 1996年7月6日   | 声のおまもりください                                | 36位     |                                                                      |
| 11th | 1997年5月21日  | Birthday Song                                       |          | テイチク復帰第一弾                                                   |
| 12th | 1997年9月3日   | 空に星があるように                                  |          |                                                                      |
| 13th | 1997年11月21日 | 愛が走る                                            |          | 『南町奉行事件帖 怒れ!求馬』主題歌                                   |
| 14th | 1998年3月21日  | 家へ帰ろう                                          |          |                                                                      |
| 15th | 1998年6月24日  | 未来の君へ                                          |          |                                                                      |
| 16th | 1998年8月12日  | 防波堤で見た景色                                    | 99位     |                                                                      |
| 17th | 1999年10月21日 | 愛を捨てないで                                      |          |                                                                      |
| 18th | 2000年3月23日  | 涙そうそう                                          | 159位    | 初マキシシングル                                                     |
| 19th | 2000年5月31日  | 空に星があるように                                  | 47位     | 新装再発売マキシシングル                                             |
| 20th | 2000年10月18日 | 風よ                                                |          |                                                                      |
| 21st | 2001年10月24日 | 灯り                                                |          |                                                                      |
| 22nd | 2002年2月27日  | ボトル二本とチョコレート                            |          |                                                                      |
| 23rd | 2002年5月22日  | 島人ぬ宝                                            | 47位     |                                                                      |
| -    | 2002年6月26日  | 涙そうそう/島人ぬ宝                                 |          | カセットテープ                                                       |
| 24th | 2003年2月20日  | オジー自慢のオリオンビール（エイサー・バージョン）  |          | 沖縄限定発売マキシシングル                                           |
| 25th | 2003年6月18日  | その時生まれたもの                                  | 38位     |                                                                      |
| 26th | 2004年2月25日  | いつまでも/ユガフ島                                 | 49位     |                                                                      |
| 27th | 2004年8月11日  | 誓い                                                | 37位     |                                                                      |
| 28th | 2004年12月16日 | 君を見ている                                        | 98位     |                                                                      |
| 29th | 2006年10月25日 | 三線の花                                            | 20位     |                                                                      |
| 30th | 2007年2月7日   | ミーファイユー                                      | 75位     |                                                                      |
| 31st | 2007年7月25日  | ここから未来へ                                      | 115位    |                                                                      |
| 32nd | 2008年6月25日  | 僕らのこの素晴らしき世界                            | 99位     |                                                                      |
| 33rd | 2008年10月22日 | イチャリバオハナ                                    | 112位    | 『スティッチ!』主題歌                                                |
| 34th | 2009年1月7日   | 笑顔のまんま                                        | 12位     | BEGIN with アホナスターズ名義                                        |
| 35th | 2012年9月7日   | 国道508号線                                         | 72位     | 沖縄限定発売マキシシングル                                           |
| 36th | 2013年3月20日  | 春にゴンドラ                                        | 156位    |                                                                      |
| 37th | 2015年8月26日  | ハンドル                                            |          | 配信シングル                                                         |
| 38th | 2016年6月1日   | 海の声 〜SPECIAL PACKAGE〜                          |          | 配信シングル                                                         |
| 39th | 2016年9月16日  | 苗                                                  |          | 沖縄限定発売                                                         |
| 40th | 2016年10月26日 | 網にも掛からん別れ話                                | 188位    |                                                                      |
| 41st | 2018年1月13日  | ソウセイ                                            |          | 沖縄限定発売                                                         |
| 42nd | 2018年6月20日  | 笑顔のまんま（マルシャ ショーラ・フル・バージョン） |          | 配信シングル                                                         |
| 43rd | 2018年8月12日  | 飛んで火に入る腹の虫                                |          | 配信シングル                                                         |
| 44th | 2018年8月12日  | バンドを組もうよ                                    |          | 配信シングル                                                         |
| 45th | 2020年8月19日  | 24-7のブルース                                      |          | 配信シングル                                                         |
| 46th | 2020年12月9日  | 粛々楽々                                            |          | 配信シングル                                                         |
| 47th | 2021年1月1日   | 黄昏                                                |          | 配信シングル                                                         |
| 48th | 2021年10月22日 | ユガフ島（2021Ver.）                                |          | 配信シングル                                                         |
| 49th | 2024年8月2日   | 東京音頭                                            |          | 配信シングル                                                         |
| 50th | 2024年8月2日   | 炭坑節                                              |          | 配信シングル                                                         |
| 51st | 2024年8月14日  | 渋谷百年総踊り                                      |          | 配信シングル                                                         |

### アルバム
| #      | 発売日         | タイトル                                         | 最高順位 | 備考                                            |
| ------ | -------------- | ------------------------------------------------ | -------- | ----------------------------------------------- |
| 1st    | 1990年6月23日  | 音楽旅団                                         | 7位      | L.A.録音                                        |
| 2nd    | 1991年3月27日  | GLIDER                                           |          |                                                 |
| 3rd    | 1991年11月21日 | どこかで夢が口笛を吹く夜                         | 27位     |                                                 |
| 4th    | 1992年12月2日  | THE ROOTS                                        | 74位     | ファンハウス移籍第一弾                          |
| 5th    | 1993年9月22日  | MY HOME TOWN                                     |          | ナッシュビル録音                                |
| 6th    | 1994年9月1日   | Chhaban Night                                    |          |                                                 |
| 7th    | 1995年10月25日 | USED                                             |          | 初セルフプロデュース                            |
| 8th    | 1997年6月21日  | 音楽旅団II                                       |          | テイチク復帰第一弾                              |
| 9th    | 1998年6月24日  | Tokyo Ocean                                      |          |                                                 |
| 企画   | 2000年7月21日  | ビギンの島唄 〜オモトタケオ〜                    | 97位     | 初の島唄アルバム第一弾                          |
| 10th   | 2000年9月21日  | BEGIN                                            |          | 10周年記念アルバム                              |
| 11th   | 2002年3月21日  | MUSIC FROM B.Y.G                                 |          | 東京・渋谷のライブハウスB.Y.G録音               |
| 企画   | 2002年7月3日   | ビギンの島唄 〜オモトタケオ2〜                   | 33位     | 島唄アルバム第二弾                              |
| 企画   | 2003年7月24日  | ビギンの一五一会                                 | 7位      | 一五一会によるセルフカバー                      |
| 企画   | 2003年8月21日  | ビギンの一五一会 58ドライブ                      | 50位     | 一五一会による邦楽カバー                        |
| 企画   | 2003年9月25日  | ビギンの一五一会 ドライブインシアター            | 70位     | 一五一会による洋楽カバー                        |
| 12th   | 2004年7月14日  | Ocean Line                                       | 12位     | 沖縄録音 15周年記念アルバム                     |
| 企画   | 2004年7月14日  | Reef Line                                        | 91位     | CD＋DVD インストゥルメンタル 島袋優プロデュース |
| 企画   | 2005年2月23日  | Forest Green                                     | 243位    | インストゥルメンタル 上地等プロデュース         |
| 13th   | 2007年3月7日   | オキナワン フール オーケストラ                   | 39位     | 東京／沖縄録音                                  |
| ライブ | 2008年3月26日  | BEGIN ライブ大全集                               | 49位     | 初の2枚組ライブアルバム                         |
| 企画   | 2008年7月23日  | ビギンの一五一会2                                | 55位     | 一五一会によるセルフカバー第二弾                |
| 14th   | 2009年8月5日   | 3LDK                                             | 33位     |                                                 |
| 企画   | 2010年9月8日   | ビギンの島唄 〜オモトタケオ3〜                   | 25位     | 島唄アルバム第三弾                              |
| 企画   | 2011年7月20日  | ビギンの島唄 オモトタケオのがベスト              | 40位     |                                                 |
| 15th   | 2012年10月24日 | トロピカルフーズ                                 | 54位     |                                                 |
| 企画   | 2013年8月7日   | ビギンの一五一会BOX                              |          |                                                 |
| 企画   | 2015年3月18日  | ビギンの一五一会 傑作選 25周年記念盤             |          |                                                 |
| 企画   | 2015年3月18日  | ビギンの島唄 オモトタケオのがベスト 25周年記念盤 |          |                                                 |
| 企画   | 2015年6月24日  | ビギンのマルシャ ショーラ                        | 74位     |                                                 |
| 16th   | 2015年10月28日 | Sugar Cane Cable Network                         | 23位     |                                                 |
| 企画   | 2017年5月24日  | ビギンのマルシャ ショーラ2                       | 93位     |                                                 |
| 17th   | 2018年12月12日 | Potluck Songs                                    | 48位     |                                                 |
| ライブ | 2019年11月20日 | BEGIN ライブ大全集2                              | 97位     |                                                 |
|        |                |                                                  |          |                                                 |

### ベスト・アルバム
| #      | 発売日         | タイトル                         | 最高順位 | 備考                                                    |
| ------ | -------------- | -------------------------------- | -------- | ------------------------------------------------------- |
| ベスト | 1995年3月25日  | FAN -LITTLE PIECES-              |          | 新録1曲＋再録1曲を含む初ベスト・アルバム                |
| 1st    | 1996年10月23日 | CM COMPILATION Twelve Steps      | 46位     | 新録1曲＋再録5曲を含むコンピレーション・アルバム        |
| 2nd    | 1999年3月25日  | BALLADS                          |          | BEGIN選曲によるバラード・ベスト・アルバム               |
| 3rd    | 2001年2月21日  | BEGIN BEST 1990-2000             | 52位     | ファン、スタッフ選曲による新録1曲を含むベスト・アルバム |
| 4th    | 2005年2月23日  | BEGIN シングル大全集             | 5位      | 2枚組15周年記念ベスト・初回限定盤のみDVD付属            |
| 5th    | 2011年2月16日  | BEGINシングル大全集 特別盤       | 33位     | BEGIN20年のシングルの歴史を完全コンプリート             |
| 6th    | 2015年3月18日  | BEGINシングル大全集 25周年記念盤 | 94位     |                                                         |
| 7th    | 2019年10月16日 | BEGIN ガジュマルベスト           | 33位     |                                                         |
|        |                |                                  |          |                                                         |

### その他
| #    | 発売日        | タイトル                                     | 規格     | 備考 |
| ---- | ------------- | -------------------------------------------- | -------- | --- |
| 1st  | 1989年11月    | Beginning                                    | アルバム | イカ天レーベルCD |
| 2nd  | 1994年12月1日 | Paper Moon 〜再会のテーマ〜                  | シングル | 真田広之とのセッションバンド |
| 3rd  | 1997年1月21日 | WISH -鳥たちよ!                              | シングル | 比嘉栄昇初のソロ・シングル |
| 4th  | 2004年1月1日  | テイチクアワー 一五一会                      | アルバム | テイチク創立70周年記念企画第一弾アルバム |
| 5th  | 2005年5月25日 | Beginning                                    | アルバム | イカ天レーベルCD復刻盤、エキストラ特典映像付                                                                                                   |
| 6th  | 2005年7月17日 | こころのこだま                               | シングル | いちごいちえ |
| 7th  | 2006年8月1日  | ティダナダ                                   | シングル | 沖縄本島限定発売 比嘉栄昇ソロマキシシングル |
| 8th  | 2006年8月1日  | 八重のふるさと                               | シングル | 石垣島限定発売 比嘉栄昇ソロマキシシングル |
| 9th  | 2006年8月1日  | アララガマまたワイド                         | シングル | 宮古島限定発売 比嘉栄昇ソロマキシシングル |
| 10th | 2006年8月23日 | とうさんか                                   | アルバム | 比嘉栄昇初のソロアルバム |
| 11th | 2011年3月2日  | BEGIN 20th ANNIVERSARY SPECIAL TRIBUTE ALBUM | アルバム | デビュー20周年記念BEGINの楽曲のトリビュート・アルバム                                                                                          |
| 12th | 2011年3月2日  | BEGIN 20th ANNIVERSARY SPECIAL COVER ALBUM   | アルバム | デビュー20周年記念BEGINの楽曲のカバー・アルバム                                                                                                |
| 13th | 2023年8月9日  | からっぽカタツムリ                           | 配信     | 島袋優、山田孝之、キヨサク（MONGOL800）、玉城千春（Kiroro）によるユニット・椰子唄楽団の配信シングル。NHK『みんなのうた』2023年8月・9月放送楽曲 |
| 14th | 2024年2月14日 | 55rpm                                        | アルバム | 島袋優初のソロアルバム |

また、『2008年FNS27時間テレビ』で、「笑顔のまんま」を作詞・作曲している。

### 参加作品
| #   | 発売日         | タイトル                                 | 備考                                                                   |
| --- | -------------- | ---------------------------------------- | ---------------------------------------------------------------------- |
| 1st | 1998年5月21日  | 祭囃子〜ゲームトリビュート               | コンピュータゲーム20周年記念トリビュート・アルバム／島袋のみ参加       |
| 2nd | 2002年3月6日   | 和音〜Songs for Children〜               | DEEN初のカバー・アルバム                                               |
| 3rd | 2007年9月12日  | つづく                                   | 三宅伸治のアルバム／島袋のみ参加                                       |
| 4th | 2008年10月22日 | さだまさしトリビュート さだのうた        | さだまさしデビュー35周年記念トリビュート・アルバム                     |
| 5th | 2009年7月21日  | BOOMANIA〜THE BOOM SPECIAL BEST COVERS〜 | THE BOOMデビュー20周年記念トリビュート・アルバム                       |
| 6th | 2011年5月25日  | Let's try again                          | アミューズ所属者で結成された「チーム・アミューズ!!」チャリティーソング |
| 7th | 2011年12月14日 | Happy Holidays! 〜CITY POPS COVERS〜     | シティ・ポップのカバー・アルバム                                       |
| 8th | 2012年5月2日   | KING OF SONGWRITER〜SONGS OF COVERS〜    | 忌野清志郎のカバー・アルバム                                           |
| 9th | 2017年12月20日 | ソングライター                           | 三宅伸治デビュー30周年記念トリビュート・アルバム                       |

### DVD
| #   | 発売日        | タイトル                                                                         | 備考                                                     |
| --- | ------------- | -------------------------------------------------------------------------------- | -------------------------------------------------------- |
| 1st | 2005年7月6日  | BEGIN 15th ANNIVERSARY CONCERT 〜Wonderful Tonight〜 at 武道館                   | 2005年3月17日、日本武道館にて収録                        |
| 2nd | 2005年7月6日  | BEGIN 15th ANNIVERSARY CONCERT 〜Wonderful Tonight〜 at 大阪城ホール             | 2005年4月2日、大阪城ホールにて収録                       |
| 3rd | 2005年7月6日  | BEGIN 15周年ドキュメント音楽旅団 〜そしてライブが始まる〜                        |                                                          |
| 4th | 2005年7月6日  | BEGIN 15周年記念DVD BOX                                                          | 同発のDVD3タイトルにスペシャル特典DVDをプラスした4枚組） |
| 5th | 2008年2月27日 | BEGIN アコースティックコンサート2007 らいぶ いず 往来（オーライ）                | 2007年11月24日、新宿コマ劇場にて収録                     |
| 6th | 2021年9月15日 | 沖縄からうた開き！うたの日コンサート2020 in 石垣島～ with JALホノルルマラソン ～ |                                                          |
| 7th | 2023年9月20日 | 祝・日比谷野音 100周年 第26回 BEGINコンサートツアー2023                          |                                                          |

## 楽曲提供

### BEGIN
- 「涙そうそう」森山良子（作曲）
- 「Bluesy Sky〜ダイスをころがせ〜」柳ジョージ（作曲）
- 「夢への帰り道」関ジャニ∞（作詞・作曲）
- 「SMILE」上戸彩（作詞・作曲）

### 比嘉栄昇
- 「イラヨイ月夜浜」大島保克（作曲）
- 「旅の終わりに聞く歌は」田端義夫（作詞・作曲）
- 「BIRTHDAY CAKE」Misia（作詞・作曲）
- 「孔雀貝の歌」天童よしみ（作詞・作曲）
- 「夜は白のまま」天童よしみ（作詞・作曲）

### 島袋優
- 「君という名の未来へ」ナシル（作詞・作曲・編曲・プロデュース）
- 「おもいでに捧ぐ」今井美樹（作曲）
- 「ぬくもり」上戸彩（作詞・作曲）
- 「願い」林明日香（作詞・作曲）
- 「永遠の友達」林明日香（作詞・作曲）
- 「星を数えて」伊禮麻乃（作曲）
- 「赤花ひとつ」夏川りみ（作詞・作曲）
- 「君が言ったほんとの事」太田裕美（作曲）
- 「新品上等伝説」下地勇（作曲）
- 「涙に願いを」岩崎宏美（作詞・作曲）
- 「永遠の星空」Skoop On Somebody（作詞）
- 「来夏世」大島保克（作曲）
- 「海の声」浦島太郎（桐谷健太）（作曲）
- 「『3文字』の宝物」高城れに（ももいろクローバーZ）（作曲）
- 「命の樹」玉城千春（編曲）[16]
- 「Hope Dream Future」玉城千春（編曲）[17]
- 「ありきたりなキセキ」観月ありさ（作曲）
- 「笑顔の花」石川ひとみ（作曲）

### 上地等
- 「笑顔の私」浅香唯（作詞・作曲・編曲・プロデュース）
- 「幸せの色」浅香唯（笑顔の私のC/W、作詞・作曲・編曲・プロデュース）
- 「ありがとう」永山尚太（作曲）
- 「今日の風」永山尚太（作曲）
- 「ぼくのうた」永山尚太（作曲）
- 「風に吹かれて」永山尚太（作詞・作曲）
- 「サガリバナ」夏川りみ（作詞・作曲）
- 「祭りのあと風」夏川りみ（作曲）
- 「月の雫のセレナーデ」野田幹子（作曲）
- 「ひとはだ」野田幹子（作曲）
- 「願いはひとつ」石川ひとみ（作曲）

## 出演

### テレビ番組
- NHK連続テレビ小説『ちゅらさん』（NHK、2001年）
- Hello!オズワルド（WOWOW、2002年）声優（比嘉のみ）
- BEGINの音色旅団 デビュー25年目の真実（BS朝日、2015年3月29日）
- 我が心の大滝詠一（NHK BS4K、2021年4月24日）[18]
- 第33回JNN企画大賞「共同売店のうた」（2024年1月20日、制作幹事局：琉球放送、TBS系列全国28局）- 旅人（島袋のみ）[19]

### NHK紅白歌合戦出場歴
| 年度/放送回               | 回 | 曲目       | 出演順 | 対戦相手         | 備考                                       |
| ------------------------- | -- | ---------- | ------ | ---------------- | ------------------------------------------ |
| 2002年（平成14年）/第53回 | 初 | 島人ぬ宝   | 12/27  | 小柳ゆき         |                                            |
| 2003年（平成15年）/第54回 | 2  | 涙そうそう | 25/30  | （対戦相手なし） | 森山良子・夏川りみと合同で組を超えて出演。 |

注意点
- 出演順は「出演順/出場者数」で表す。

### NHKみんなのうた出演歴
| 放送期間                                       | 曲目                   | 再放送 | 備考       |
| ---------------------------------------------- | ---------------------- | --- | ---------- |
| 2000年（平成12年）12月 - 2001年（平成13年）1月 | おつかれさん           | 2002年（平成14年）12月 - 2003年（平成15年）1月 2006年（平成18年）10月 - 11月 2011年（平成23年）4月23日 2012年（平成24年）12月 - 2013年（平成25年）1月 2022年（令和4年）2月14日・2月11日 | [ 注釈 4 ] |
| 2012年（平成24年）10月 - 11月                  | こどもしゅのうかいだん | 2015年（平成27年）12月26日 2016年（平成28年）1月30日 2022年（令和4年）4月 - 5月 | [ 注釈 5 ] |

### ラジオ
- BEGINのコットン倶楽部（TBSラジオ）
- Music Pulse on Tokyo Bay（bayfm）
- BEGIN お～りと～りFM（JFN）
- 上地等のWalking Talking Radio（FMいしがきサンサンラジオ・ミュージックバード） - 上地のみレギュラー出演

### 映画
- アトランタ・ブギ（1996年11月9日公開、アミューズ） - ホテルハイヤットにたむろする連中 役
- 星砂の島 私の島〜アイランド・ドリーミン〜（2004年2月21日公開、オフィスキタ、ビー・ウィング） - 島の妖精 役
- 恋しくて（2007年4月14日、東京テアトル）

## タイアップ
| 楽曲                       | タイアップ |
| -------------------------- | --- |
| 恋しくて                   | 日産自動車CMソング 東海テレビドラマ「新金色夜叉 百年の恋」主題歌（1990年）                                                   |
| YOU                        | ユニマットCMソング |
| これがはじまりだから       | アサヒビール「アサヒほろにが」CMソング                                                                                       |
| 見上げてごらん夜の星を     | TBS系ドラマ「さっちゃんウソついてごめんネ」主題歌（1995年） NHKアニメ「ふたつのスピカ」エンディングテーマ（2003年）          |
| 空に星があるように         | 東宝系映画「私たちが好きだったこと」主題歌（1997年） フジテレビ系ドラマ「天気予報の恋人」挿入歌（2000年）                    |
| 愛が走る                   | TBS系ドラマ「南町奉行事件帖 怒れ!求馬I」主題歌（1997年 - 1998年） TBS「南町奉行事件帖 怒れ!求馬II」主題歌（1999年 - 2000年） |
| 愛を捨てないで             | TBS系ドラマ「温泉へ行こう（第1シリーズ）」主題歌（1999年）                                                                   |
| ユガフ島                   | 映画「星砂の島 私の島〜アイランド・ドリーミン〜」主題歌（2004年）                                                            |
| 君を見ている               | TBS系アニメ「ジパング」エンディングテーマ（2004年 - 2005年）                                                                 |
| 東京                       | フジテレビ系ドラマ「東京タワー 〜オカンとボクと、時々、オトン〜」主題歌（2006年）                                            |
| 三線の花                   | 東宝系映画「涙そうそう」挿入歌（2006年）                                                                                     |
| ミーファイユー             | 映画「恋しくて」主題歌（2007年）                                                                                             |
| イチャリバオハナ           | テレビ東京系アニメ「スティッチ!」オープニングテーマ（2008年 - 2009年）                                                       |
| イザヨイヨイ               | テレビ東京系アニメ「スティッチ!」第1話 - 第13話 エンディングテーマ（2008年 - 2009年）                                        |
| 春にゴンドラ               | 映画「旅立ちの島唄〜十五の春〜」主題歌（2013年）                                                                             |
| 海の唄                     | テレビ東京系ドラマ「フラガールと犬のチョコ」楽曲提供（2015年）                                                               |
| 網にも掛からん別れ話       | 東海テレビドラマ「とげ 小市民 倉永晴之の逆襲」主題歌（2016年）                                                               |
| 海の唄                     | 映画「シネマハワイアンズ」エンディングテーマ                                                                                 |
| 飛んで火に入る腹の虫       | NHK BSプレミアムドラマ「戦争めし」エンディングテーマ（2018年）                                                               |
| 君の歌はワルツ             | 映画「母を亡くした時、僕は遺骨を食べたいと思った。」主題歌                                                                   |
| オジー自慢のオリオンビール | NHK BSプレミアムドラマ「甲子園とオバーと爆弾なべ」主題歌（2019年）                                                           |
| 黄昏                       | 富山常備薬グループ10周年CMソング（2021年）                                                                                   |